# Billy Bell (hokejist)
William »Billy« Bell, kanadski profesionalni hokejist, * 10. junij 1891, Lachine, Quebec, Kanada, † 3. junij 1959. 
Igral je na položaju centra ali desnega krila. Znan je bil po športni igri, saj je le poredko delal prekrške za dvominutne kazni. V ligi NHL je branil barve moštev Montreal Wanderers, Montreal Canadiens in Ottawa Hockey Club. Skupaj je v ligi prebil 6 sezon. Leta 1924 je s Canadiensi osvojil Stanleyjev pokal. 

## Kariera
Billy Bell se je rodil v kraju Lachine, Quebec, ki je dandanes predel mesta Montreal. Svojo člansko amatersko kariero je preživel v lokalnih moštvih Montreal Bell Telephone, Lachine Eagles, Montreal Baillargeon in Montreal Stars. V sezoni 1913/14 se je pridružil NHA ekipi Montreal Wanderers. Pri Wanderersih se ni obdržal dolgo, saj so ga hitro poslali na kaljenje v člansko amatersko moštvo Montreal Hockey Club. V naslednji sezoni, 1914/15, je okrepil tedanjega velikana Ottawa Hockey Club. V kanadski prestolnici je ostal eno sezono in z ekipo po rednem delu zasedel prvo mesto ter nato v finalu premagal prav Wandererse, s 4–0 in 0–1. Ottawa se je nato kot prvak lige NHA za Stanleyjev pokal udarila s PCHA prvakom Vancouver Millionaires, a z 0–3 v zmagah gladko izgubila.
V sezoni 1915/16 se je Bell vrnil k Wanderersom in v moštvu ostal tudi po ukinitvi lige NHA in ustanovitvi nove lige NHL decembra 1917. Januarja 1918 je požar popolnoma uničil dvorano Montreal Arena, s čimer so Wanderersi ostali brez svoje domače dvorane in v luči okoliščin prenehali z delovanjem. Igralci Wanderersov so se v ostala NHL moštva prerazporedili preko razpršitvenega nabora in Bell je pristal pri Montreal Canadiensih.
Pri Canadiensih se ni naigral in je redko dobival priložnost, sezono 1919/20 je celo v celoti izpustil. V klubu so ga za zaključek sezone 1921/22 posodili v Ottawo, kjer je dobil večjo minutažo in se na ledu izkazal z obrambnimi akcijami in naleti na nasprotnike. Po vrnitvi v Montreal se je njegova minutaža pri Canadiensih povečala, v sezoni 1923/24 se je z moštvom po dveh zmagah nad WCHL ekipo Calgary Tigers dokopal do Stanleyjevega pokala. Ta je bil za Canadiense drugi v zgodovini kluba in prvi po ustanovitvi lige NHL. Po slavju v finalu Stanleyjevega pokala je drsalke obesil na klin in končal hokejsko kariero.

### Pregled kariere
Odebeljeno - reprezentančni nastopi, glej tudi Statistika pri hokeju na ledu.
| Moštvo                   | Liga             | Sezona |    | Redni del | Redni del | Redni del | Redni del | Redni del | Redni del |   | Končnica | Končnica | Končnica | Končnica | Končnica | Končnica |
| ------------------------ | ---------------- | ------ | -- | --------- | --------- | --------- | --------- | --------- | --------- | - | -------- | -------- | -------- | -------- | -------- | -------- |
| Moštvo                   | Liga             | Sezona | OT | G         | P         | T         | +/-       | KM        | OT        | G | P        | T        | +/-      | KM       |          |          |
| Montreal Bell Telephone  | MCMHL            | 09/10  |    | 1         | 0         | 0         | 0         |           | 3         |   |          |          |          |          |          |          |
| Lachine Eagles           | MCHL             | 10/11  |    |           |           |           |           |           |           |   |          |          |          |          |          |          |
| Montreal Ranger Rustlers | MCJHL            | 10/11  |    |           |           |           |           |           |           |   |          |          |          |          |          |          |
| Montreal Baillargeon     | MCHL             | 11/12  |    | 4         | 3         | 0         | 3         |           | 6         |   |          |          |          |          |          |          |
| Montreal Stars           | MCHL             | 12/13  |    | 7         | 4         | 0         | 4         |           | 16        |   |          |          |          |          |          |          |
| Montreal Dominion Bridge | MCMHL            | 12/13  |    | 8         | 4         | 0         | 4         |           |           |   | 2        | 0        | 0        | 0        |          | 14       |
| Montreal Wanderers       | NHA              | 13/14  |    | 2         | 1         | 0         | 1         |           | 0         |   |          |          |          |          |          |          |
| Montreal Hockey Club     | MCHL             | 13/14  |    | 3         | 0         | 0         | 0         |           | 13        |   |          |          |          |          |          |          |
| Ottawa Hockey Club       | NHA              | 14/15  |    | 11        | 1         | 0         | 1         |           | 17        |   |          |          |          |          |          |          |
| Montreal Wanderers       | NHA              | 15/16  |    | 22        | 8         | 2         | 10        |           | 78        |   |          |          |          |          |          |          |
| Montreal Wanderers       | NHA              | 16/17  |    | 14        | 11        | 0         | 11        |           | 44        |   |          |          |          |          |          |          |
| Montreal Wanderers       | NHL              | 17/18  |    | 2         | 1         | 0         | 1         |           | 0         |   |          |          |          |          |          |          |
| Montreal Canadiens       | NHL              | 17/18  |    | 6         | 0         | 0         | 0         |           | 6         |   |          |          |          |          |          |          |
| Montreal Canadiens       | NHL              | 18/19  |    | 1         | 0         | 0         | 0         |           | 0         |   |          |          |          |          |          |          |
|                          |                  | 19/20  |    |           |           |           |           |           |           |   |          |          |          |          |          |          |
| Montreal Canadiens       | NHL              | 20/21  |    | 4         | 0         | 0         | 0         |           | 2         |   |          |          |          |          |          |          |
| Montreal Canadiens       | NHL              | 21/22  |    | 6         | 1         | 0         | 1         |           | 0         |   |          |          |          |          |          |          |
| Ottawa Hockey Club       | NHL              | 21/22  |    | 17        | 1         | 2         | 3         |           | 4         |   | 1        | 0        | 0        | 0        |          | 0        |
| Montreal Canadiens       | NHL              | 22/23  |    | 19        | 0         | 0         | 0         |           | 2         |   | 2        | 0        | 0        | 0        |          | 0        |
| Montreal Canadiens       | NHL              | 23/24  |    | 11        | 0         | 0         | 0         |           | 0         |   | 2        | 0        | 0        | 0        |          | 0        |
| Montreal Canadiens       | Stanleyjev pokal | 23/24  |    |           |           |           |           |           |           |   | 3        | 0        | 0        | 0        |          | 0        |
| Skupaj                   |                  |        |    | 138       | 35        | 4         | 39        |           | 191       |   | 10       | 0        | 0        | 0        |          | 14       |